# Christine Kirch
Christine Kirch, född i april 1697, död 6 maj 1782, var en tysk astronom. Hon var dotter till astronomerna Gottfried Kirch och Maria Margarethe Kirch, samt arbetade tillsammans med sina syskon Christfried Kirch och Margaretha Kirch.